# MCH Arena
MCH Arena je dánský fotbalový stadion s kapacitou 11 800 diváků. Stadion je ve městě Herning a je to domovský stánek dánského klubu FC Midtjylland. Výstavba stadionu vyšla na 85 milionů dánských korun (přibližně 307 milionů korun českých). Stadion byl dříve známý pod názvy SAS Arena (2004–2009) a Herning Stadion (2011).
Na stadionu se v roce 2011 odehrály 3 zápasy základní skupiny a semifinále Mistrovství Evropy ve fotbale hráčů do 21 let.